# Phytomyza atripalpis
Phytomyza atripalpis är en tvåvingeart som beskrevs av Aldrich 1929. Phytomyza atripalpis ingår i släktet Phytomyza och familjen minerarflugor.
Artens utbredningsområde är British Columbia. Inga underarter finns listade i Catalogue of Life.